# دریل کاپلند
دریل کاپلند (انگلیسی: Daryl Copeland؛ زادهٔ ۴ ژوئیه ۱۹۵۴) یک دیپلمات، نویسنده و تحلیلگر دیپلماسی و روابط بین‌الملل اهل کانادا است.